# Hans de Bruijn
Johan Adam (Hans) de Bruijn (Gouda, 1 september 1962) is een Nederlands bedrijfskundige en hoogleraar bestuurskunde aan de Technische Universiteit Delft. Hij is mede bekend door zijn werk op het gebied van procesmanagement.

## Levensloop
De Bruijn studeerde rechten aan de Universiteit Leiden van 1980 tot 1986, waarbij hij afstudeerde in politicologie. In 1986 begon hij als promovendus aan de Erasmus Universiteit Rotterdam en promoveerde in 1990 op het proefschrift "Economische zaken en economische subsidies: een instrumentele en organisatorische analyse van de toepassing van economische subsidies".
Na zijn promotie begon De Bruijn als wetenschappelijke medewerker aan faculteit Techniek, Bestuur en Management van de Technische Universiteit Delft. Sinds 1998 is hij hier hoogleraar bestuurskunde, en geeft hij samen met Ernst ten Heuvelhof en Helen Stout leiding aan de sectie Beleid, Organisaties, Recht & Gaming. Samen met Wil Thissen doet hij hier ook onderzoek naar multi-actor systemen. Sinds 2004 is hij verder verbonden aan de Nederlandse School voor Openbaar Bestuur in Den Haag, sinds 2008 aan het Netherlands Institute for City Innovation Studies, en het Sioo.
De Bruijns onderzoeksinteresses liggen op het gebied van het management en de sturing van complexe besluitvormingsprocessen in de publieke sector.

## Publicaties
- 1990. Economische zaken en economische subsidies : een instrumentele en organisatorische analyse van de toepassing van economische subsidies. Proefschrift Rotterdam. 's-Gravenhage : VUGA.
- 1991. Sturingsinstrumenten voor de overheid : over complexe netwerken en een tweede generatie sturingsinstrumenten. Leiden [etc.] : Stenfert Kroese.
- 1993. Verbetering beleidsontwikkeling gemeente Eindhoven. Met Roel in 't Veld en Harry Daemen. Leiderdorp : Bestad Bestuurskundig Advies.
- 1995. Netwerkmanagement : strategieën, instrumenten en normen. Met Ernst ten Heuvelhof. Utrecht : Lemma.
- 1996. Grote projecten : besluitvorming & management. Met anderen. Alphen aan den Rijn : Samsom H.D. Tjeenk Willink.
- 1998. Procesmanagement : over procesontwerp en besluitvorming . Met Ernst ten Heuvelhof en Roel in 't Veld. Schoonhoven : Academic Service, economie en bedrijfskunde.
- 2001. Prestatiemeting in de publieke sector : tussen professie en verantwoording. Utrecht : Lemma.
- 2004. Meervoudig ruimtegebruik en het management van meerstemmige processen : vijftien voorbeelden in perspectief van grillig procesverloop, ruime ambities en meerstemmige sturing van meervoudige ruimtelijke ontwikkelingsprocessen. (red.). Utrecht : LEMMA.
- 2008. Managers en professionals : over management als probleem en als oplossing. Den Haag : Academic Service.
- 2009. Barack Obama en de kunst van de politieke toespraak. Den Haag : LEMMA.
- 2010. Geert Wilders in debat : over de framing en reframing van een politieke boodschap. Den Haag : LEMMA.
- 2011. Framing: over de macht van taal in de politiek. Amsterdam : Atlas Contact
- 2022. Wees sterk. Wees vriendelijk: Vier vrouwelijke politici van onze tijd: speeches en frames. Delft: Historische Uitgeverij

## Quotes
Over Hans de Bruijn
- "Hans de Bruijn benoemt andere problemen van onderzoekscommissies, ingesteld na een crisis, als ze de waarheid willen achterhalen. De subjectiviteitsrealist De Bruijn benadrukt dat verschillende onderzoeksmethoden - casuistisch versus contextueel - leiden tot verschillende antwoorden zodat geen objectief antwoord te geven valt. Ten minste, zo onderkent hij, bestaat er bij crises een maatschappelijke druk om de nuancering in de evaluaties te laten wegvallen."
  - E.R. Muller...et al. (2009). Crisis: studies over crisis en crisisbeheersing. p.570.